# Metropolitanske grofovije
Metropolitanske grofovije su vrsta administrativne podjele u Engleskoj na razini grofovija. U Engleskoj ima šest metropolitanskih grofovija koje pokrivaju velika urbana područja s populacijom između 1 i 3 milijuna ljudi. Formirane su 1974. godine na osnovu Zakona o lokalnoj samoupravi iz 1972., a svaka od njih podijeljena je u nekoliko izbornih metropolitanskih okruga.

## Grofovijska vijeća
Međutim, metropolitanska grofovijska vijeća su ukinuta 1986. godine, a većina njihovih funkcija prebačena je na pojedine okruge (boroughs), što ih je učinilo učinkovitim unitanim upravama. Preostale funkcije preuzeli su zajednički odbori. Od tada su, međutim, stvorene udružene uprave koje služe kao sredstvo strateškog upravljanja u svih šest metropolitanskih grofovija s različitim ovlastima dodijeljenim ovisno o ugovorima o prenosu ovlasti dogovorenih između vijeća okruga (borough councils) i središnje vlade.

## Populacija
Metropolitanske grofovije imaju gustoću naseljenosti između 900 (Južni Yorkshire) i 3200 (Zapadni Midlands) ljudi / km2. Nastanjenost pojedinih metropolitanskih okruga kreće se od 4000 ljudi / km2 u Liverpoolu do samo 500 ljudi / km2 u Doncasteru. Stanovnici metropolitanskih grofovija čine oko 22% stanovništva Engleske ili 18% Ujedinjenog Kraljevstva. Međutim, metropolitanske grofovije i dalje postoje kao administrativne i statističke jedinice. 

## Engleske metropolitanske grofovije
| Metropolitanska grofovija | Populacija (2017.) | Površina (u km2) | Izborni metropolitanski okruzi                                                            |
| ------------------------- | ------------------ | ---------------- | ----------------------------------------------------------------------------------------- |
| Širi Manchester           | 2 798 800          | 1276             | Manchester, Bolton, Bury, Oldham, Rochdale, Salford, Stockport, Tameside, Trafford, Wigan |
| Merseyside                | 1 416 800          | 645              | Liverpool, Knowsley, Sefton, sv. Helena, Wirral                                           |
| Južni Yorkshire           | 1 250 000          | 1552             | Sheffield, Barnsley, Doncaster, Rotherham                                                 |
| Tyne and Wear             | 1 299 000          | 540              | Newcastle-upon-Tyne, Gateshead, South Tyneside, North Tyneside, Sunderland                |
| Zapadni Midlands          | 2 897 300          | 902              | Birmingham, Coventry, Dudley, Sandwell, Solihull, Walsall, Wolverhampton                  |
| Zapadni Yorkshire         | 2 307 000          | 2209             | Leeds, Bradford, Calderdale, Kirklees, Wakefield                                          |